# Lindsey Pearlman
Lindsey Erin Pearlman (Chicago, 5 ottobre 1978 – Los Angeles, 18 febbraio 2022) è stata un'attrice statunitense nota per i suoi ruoli in General Hospital e Chicago Justice.

## Vita personale
Pearlman nacque il 5 ottobre 1978 a Chicago, Illinois, e iniziò la sua carriera di attrice in giovane età.
Era sposata con Vance Smith, un produttore televisivo. Oltre a essere un'attivista per i diritti degli animali, Pearlman contribuì anche ad abolire l'uso di animali selvatici nel circo Wringley Brothers. L'attrice era nota per il salvataggio di animali e dedicò molto tempo e sforzi per allevarli  e trovare loro sistemazioni definitiva. Per quanto Lindsey amasse recitare, amava di più gli animali.
Il 16 febbraio 2022 venne denunciata la sua scomparsa al Dipartimento di polizia di Los Angeles. La polizia trovò il suo corpo il 18 febbraio, dopo aver risposto a una chiamata radiofonica per un'indagine sulla morte a Franklin Avenue e North Sierra Bonita Avenue. Nessuna causa della morte è stata rivelata, ma il medico legale dichiarò che l'attrice morì il 18 febbraio.

## Carriera
Pearlman era un membro del The Second City Conservatory. Recitò in Chicago Justice, nel ruolo di Joy Fletcher, per cinque episodi. Ebbe anche ruoli da ospite in Sneaky Pete, American Housewife, The Purge,  General Hospital e innumerevoli spot televisivi.
Nel 2021, apparve come Martha in The Ms. Pat Show, mentre l'anno dopo recitò Karen in House of Vicious. In precedenza interpretò Diane Warren in Selena: La Serie su Netflix (2021).

## Filmografia

### Televisione
- Empire - serie TV, episodio 1x09 (2015)
- Chicago Justice (2017) - serie TV, 5 episodi (2017)
- Sneaky Pete - serie TV, episodio 3x08 (2019)
- American Housewife - serie TV, episodio 4x02 (2019)
- The Purge - serie TV, episodio 2x07 (2019)
- General Hospital - soap opera, 2 episodi (2020)
- Selena: La Serie (Selena) - serie TV, episodio 2x07 (2021)
- The Ms. Pat Show - serie TV, 4 episodi (2021)

### Cortometraggi
- Signal to Notice (2019)

## Doppiatrici italiane
Nelle versioni in italiano delle opere in cui ha recitato, Lindsey Pearlman è stata doppiata da:
- Paola Majano in Chicago Justice